# Ролла, Алессандро
Алессандро Ролла (итал. Alessandro Rolla; 22 апреля 1757, Павия, — 15 сентября 1841, Милан) — итальянский скрипач и композитор.

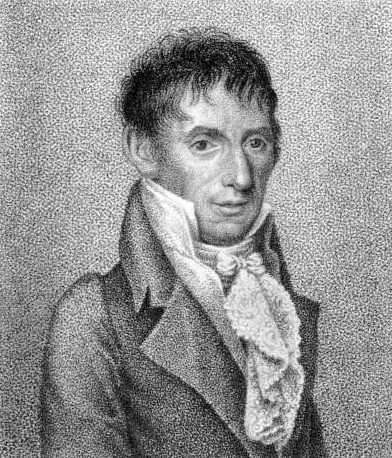

Начал концертировать в 15-летнем возрасте. В 1782 году возглавил герцогский оркестр в Парме как дирижёр и концертмейстер и занимал этот пост в течение 20 лет. Затем в 1802—1833 годах был главным дирижёром миланского театра «Ла Скала», дирижируя, в частности, первыми в Милане представлениями нескольких опер Моцарта, Россини и первых симфоний Бетховена. Ролла также был профессором скрипки и альта Миланской консерватории с момента её основания в 1807 году, частным образом давал уроки композиции (среди его учеников Цезарь Пуни). Его трио для скрипки, альта и баса пользовались большим успехом.
Музыкантами стали и три сына Ролла, из них наиболее известен младший, Антонио.